# Википедија на словеначком језику
Википедија на словеначком језику (такође словеначка Википедија; словен. Slovenska Wikipedija) је верзија Википедије на словеначком језику, слободне енциклопедије, која данас има 193.080 чланака и заузима на листи Википедија 45. место.
Википедија на словеначком језику основана је 26. фебруара 2002